# Jesse Lee Soffer
Jesse Lee Soffer né le 23 avril 1984 à North Tarrytown (État de New York), est un acteur américain.
Il est surtout connu pour son rôle de Will Munson dans As the World Turns pour lequel il a reçu trois nominations aux Emmy Awards et celui de Jay Halstead dans la série Chicago Police Department.

## Biographie
Jesse Lee Soffer est né le 23 avril 1984 à North Tarrytown, dans l'État de New York. Il a deux sœurs cadettes.

### Carrière
Il commence sa carrière au cinéma à l'âge de dix ans, dans le film Panic sur Florida Beach. 
En 1995, il a joué le rôle de Bobby Brady dans La Tribu Brady, ainsi que dans la série Wings et est revenu pour Les Nouvelles Aventures de la famille Brady, un an plus tard. 
En 1998, il interprète Taylor Donovan pendant plusieurs épisodes, dans la série Les jumelles s'en mêlent.
En 2004, il obtient le rôle de Will Munson sur As the World Turns, un rôle qu'il garde jusqu'en 2008. En 2010, il reprend son rôle lors de plusieurs épisodes. Entre 2012 et 2013 il joue dans The Mob Doctor.
Depuis 2014 il joue dans Chicago Police Department. Il apparaît lors des crossovers, dans Chicago Fire,Chicago Med, Chicago Justice et New York, Unité Spéciale. Le 29 août 2022, il annonce qu'il quitte la série au cours d'un épisode de la dixième saison,.

### Vie privée
En 2014, il était en couple avec Sophia Bush, sa partenaire dans Chicago PD. 
De 2018 à 2019, il est en couple avec l'actrice Torrey DeVitto, rencontrée sur le tournage de la série Chicago Med.
Depuis 2020, il est en couple avec Tracy Spiridakos  , sa partenaire rencontrée sur le tournage de la série Chicago PD.

## Filmographie

### Cinéma
- 1993 : Panic sur Florida Beach (Matinee) de Joe Dante : Dennis Loomis
- 1994 : Safe Passage de Robert Allan Ackerman : Percival de 9 à 10 ans
- 1995 : La Tribu Brady (The Brady Bunch Movie) de Betty Thomas : Bobby Brady
- 1996 : Les Nouvelles Aventures de la famille Brady (A Very Brady Sequel) d'Arlene Sanford : Bobby Brady
- 2007 : Gracie de Davis Guggenheim : Johnny Bowen
- 2008 : The Awakening of Spring d'Arthur Allan Seidelman : Michael
- 2011 : Time Out d'Andrew Niccol : Webb

### Courts métrages
- 1993 : The Silent Alarm de Rob Morrow : Un garçon

### Télévision

#### Séries télévisées
- 1995 : Wings : Bobby Brady
- 1998 : Les jumelles s'en mêlent (Two of a Kind) : Taylor Donovan
- 1999-2000 : Haine et Passion (The Guiding Light) : Max Nickerson 6 épisodes
- 2004 - 2008 / 2010 : As the World Turns : Will Munson
- 2008 : Les Experts : Miami (CSI : Miami) : Shane Huntington
- 2009 : The Philantropist : Dean Fitzsimmons
- 2010 : The Whole Truth : Une jeune amoureux
- 2011 : Mentalist : Alan Dinkler
- 2011 : Rizzoli & Isles : Jacob Wilson
- 2012 - 2013 : The Mob Doctor : Nate Delvin
- 2014 - 2019 : Chicago Fire : Inspecteur Jay Halstead (personnage invité - 18 épisodes)
- 2014 - 2022 : Chicago P.D : Inspecteur Jay Halstead (personnage principal - 189 épisodes)
- 2014 - 2015 : New York, Unité Spéciale : Inspecteur Jay Halstead (personnage invité - saison 16, épisodes 7 et 20)
- 2015 - 2020 : Chicago Med : Inspecteur Jay Halstead (personnage invité - 28 épisodes)
- 2024-2025 : FBI International : Agent Wesley Mitchell

#### Téléfilms
- 1995 : From the Mixed-Up Files of Mrs. Basil E. Frankweiler de Marcus Cole : Jamie Kincaid
- 1996 : The Royale de Richard Shepard : Billy
- 2013 : Hatfields & McCoys de Michael Mayer : Patrick McCoy
- 2013 : Jalousie maladive (Jodi Arias : Dirty Little Secret) de Jace Alexander : Travis Alexander

## Distinctions
| Année | Prix                | Catégorie                                                 | Nomination         | Résultat   |
| ----- | ------------------- | --------------------------------------------------------- | ------------------ | ---------- |
| 2006  | Daytime Emmy Awards | Meilleur jeune acteur dans une série télévisée dramatique | As the World Turns | Nomination |
| 2007  | Daytime Emmy Awards | Meilleur jeune acteur dans une série télévisée dramatique | As the World Turns | Nomination |
| 2008  | Daytime Emmy Awards | Meilleur jeune acteur dans une série télévisée dramatique | As the World Turns | Nomination |

## Voix françaises
| - Thibaut Belfodil dans : - The Philanthropist (série télévisée) - Chicago P.D (série télévisée) - Chicago Fire (série télévisée) - Chicago Med (série télévisée) - Chicago Justice (série télévisée) - New York, unité spéciale (série télévisée) - FBI: International (série télévisée) | - Donald Reignoux dans : - La Tribu Brady - Les Nouvelles Aventures de la famille Brady Et aussi - Anatole de Bodinat dans Jalousie maladive (téléfilm) |